# Abraham Bosse

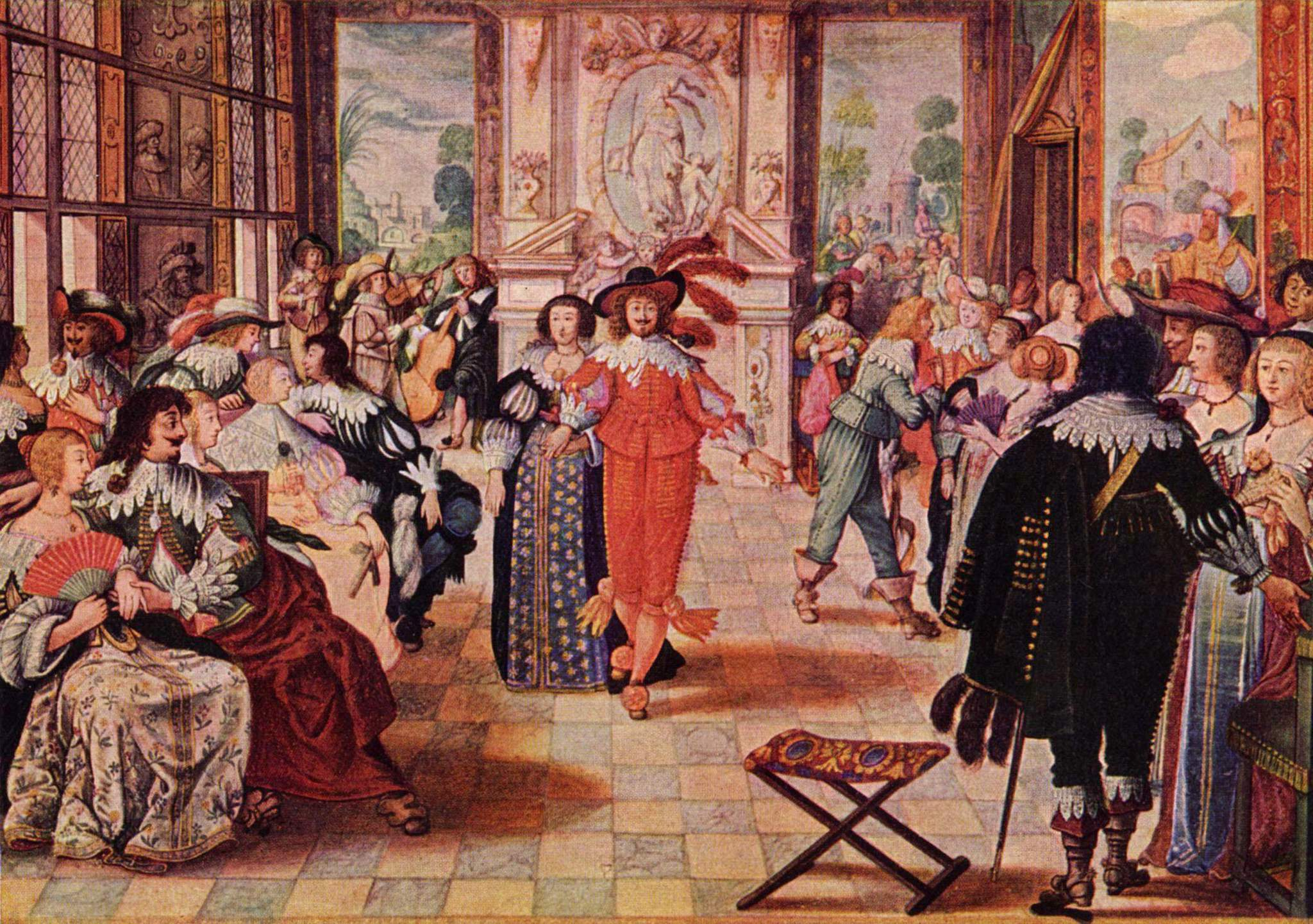
Målningen Balen.

Abraham Bosse, född omkring 1602 i Tours, död 14 februari 1676 i Paris, var en fransk grafiker, målare och arkitekt med stor produktion. Bosse har utfört omkring 1 500 kopparstick med kulturhistoriskt intressanta framställningar av ceremonier, fester och scener ur folklivet.
Under inflytande av matematikern Gérard Desargues bemästrade Bosse perspektivmålning, vilket han sedan undervisade i vid Académie Royale. Sedermera blev han avstängd från akademien på grund av gräl med sina kollegor, men skrev världens första manual för kopparstickare och etsare 1645.